# 欧特里沃 (塔恩-加龙省)
欧特里沃（法語：Auterive，法語發音：[otʁiv]）是法国塔恩-加龙省的一个市镇，属于卡斯泰尔萨拉桑区。

## 地理
欧特里沃（43°51'36"N, 0°57'59"E）面积3.68 平方千米，位于法国奧克西塔尼大區塔恩-加龙省，该省份为法国西南部内陆省份，北起顺时针与洛特省、阿韦龙省、塔恩省、上加龙省、热尔省和洛特-加龙省接壤。
与欧特里沃接壤的市镇（或旧市镇、城区）包括：博蒙德洛马涅、福多阿斯、日马特。

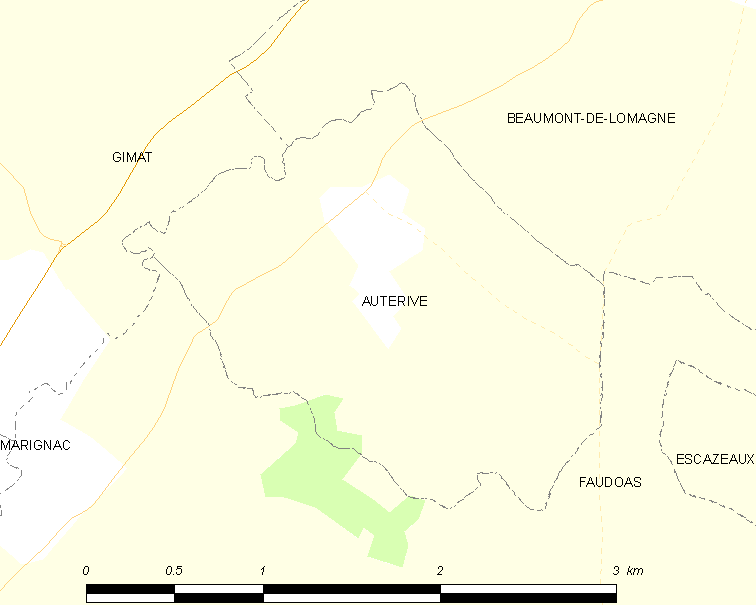
的OSM定位图

欧特里沃的时区为UTC+01:00、UTC+02:00（夏令时）。

## 行政
欧特里沃的邮政编码为82500，INSEE市镇编码为82006。

## 政治
欧特里沃所属的省级选区为博蒙德洛马涅县。

## 人口

1962-2008年间人口变化图示

欧特里沃于2022年1月1日时的人口数量为65人。